# Blankenau (Beverungen)

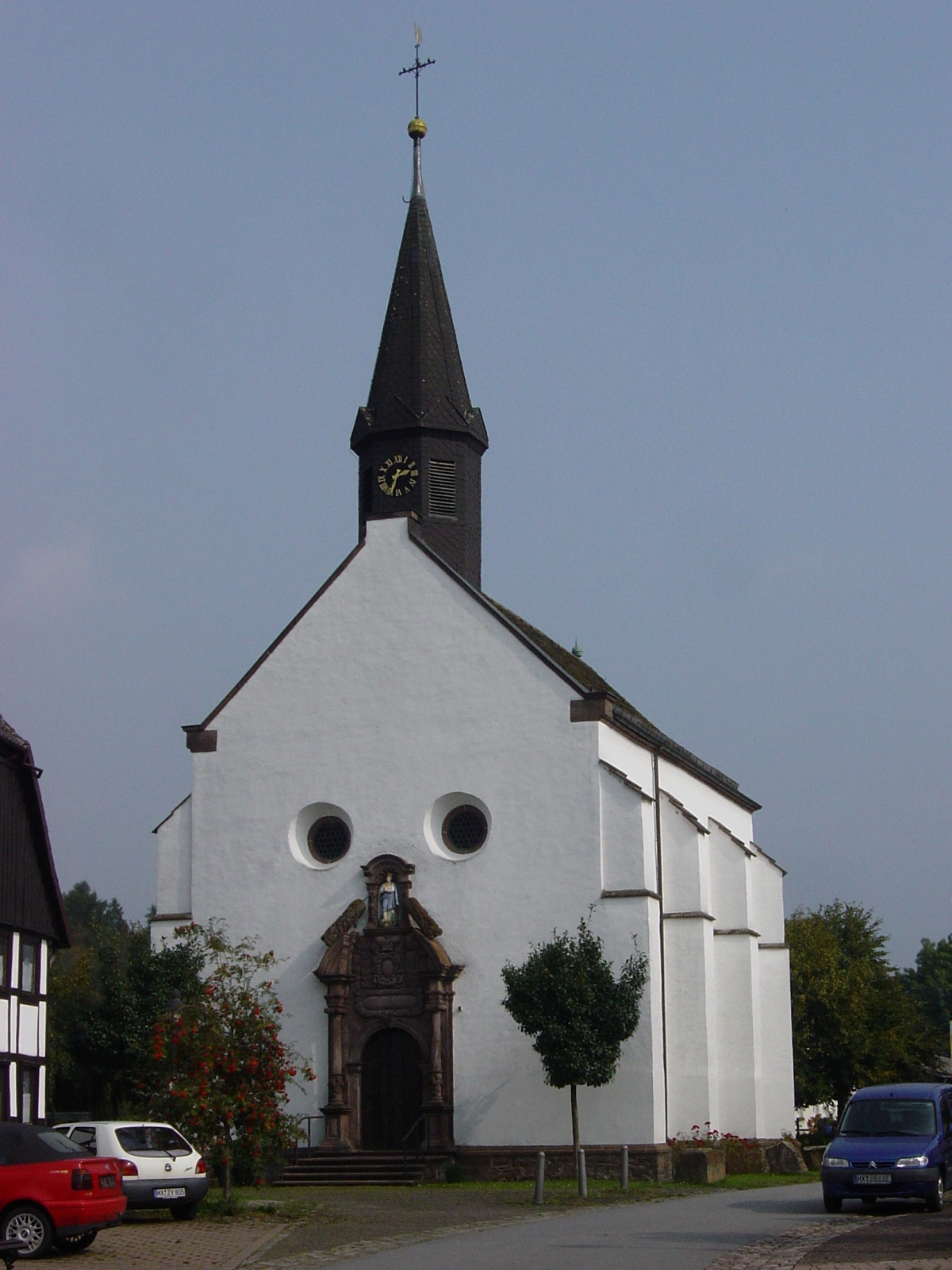
St.-Joseph-Kirche in Blankenau

Blankenau ist Ortsteil der Stadt Beverungen im Kreis Höxter, Nordrhein-Westfalen. Blankenau liegt im Weserbergland am linken Ufer der Weser, die hier die Grenze zu Niedersachsen bildet. 10 km südlich des Ortes liegt die Landesgrenze zu Hessen.

## Geschichte
1315 ließen der Fürstabt von Corvey, Ruprecht von Horhusen, und Bischof Dietrich II. von Paderborn die Burg Blankenau errichten. Blankenau gehörte bis 1803 zum Stift Corvey und anschließend bis 1807 zum Fürstentum Corvey. Von 1807 bis 1813 war Blankenau eine Gemeinde im Kanton Beverungen des Departements der Fulda im Königreich Westphalen und fiel dann an Preußen. 1816 kam die Gemeinde zum neuen Kreis Höxter, in dem sie zum Amt Beverungen gehörte. Am 1. Januar 1970 wurde Blankenau durch das Gesetz zur Neugliederung des Kreises Höxter in die Stadt Beverungen eingemeindet.